# Cedarville (Kalifornija)
Cedarville je naseljeno područje za statističke svrhe u američkoj saveznoj državi Kalifornija. Prema popisu stanovništva iz 2010. u njemu je živjelo 514 stanovnika.